# Operator (genetyka)
Operator – jeden z genów wchodzących w skład operonu. Jest to sekwencja DNA regulująca aktywność genów struktury operonu, do której wiąże się białko regulatorowe (represor lub aktywator).